# NADPH-citocromo-c2 reduttasi
La NADPH-citocromo-c2 reduttasi è un enzima appartenente alla classe delle ossidoreduttasi, che catalizza la seguente reazione:
NADPH + 2 ferricitocromo c2 ⇄ NADP+ + H+ + 2 ferrocitocromo c2
L'enzima è una flavoproteina (FAD).